# Manfred G. Dinnes
Manfred G. Dinnes (* 2. Oktober 1950 in Regensburg; † 23. August 2012 in Pettendorf) war ein deutscher Maler, Bildhauer, Autor, Regisseur sowie Leiter der Galerie Atelier & Galerie, St. Johann in Pfatter bei Regensburg. Außerdem war er Kulturressortleiter von Europeonline-magazine.

## Leben
Manfred G. Dinnes unternahm zum Studium anderer Kulturen Reisen durch Europa (Spanien), den Vorderen Orient (Türkei, Syrien und Irak) und Nordafrika (Marokko, Algerien, Mauretanien). Zur Finanzierung der Reisen arbeitete er als Hafenarbeiter, Bordmechaniker, Lastwagenfahrer. Nach schwerer Erkrankung kehrte er 1972 nach Europa zurück. 1973/74 absolvierte er eine Ausbildung als Kirchenmaler und Restaurator. Er lernte außerdem das Handwerk der Glasmalerei und Glasbläserei an der Glasfachschule Zwiesel kennen. 1974 begann er ein Studium der Freien Malerei an der Akademie der Bildenden Künste Nürnberg bei Gerhard Wendland, Ludwig Scharl und Franz Winzinger. 1976 heiratete er die Regensburgerin Karin Hahn. In Nürnberg erhielt er 1977 und 1978 Akademiepreise. 1978 wurde er Meisterschüler von Gerhard Wendland.
Er schloss das Nürnberger Akademiestudium am 31. März 1979 „mit sehr gutem Erfolg“ ab. Dinnes ging in die freiberufliche künstlerische Tätigkeit und richtete sich ein Atelier ein. 1980 organisierte er die Ausstellung „Europa an der Schwelle – Junge Kunst in Europa“ im Auftrag des Thomas-Dehler-Instituts. Die in Regensburg unter Beteiligung von 30 Künstlern aus neun Ländern gezeigte Ausstellung wurde anschließend in Berlin, Bremen, Nürnberg, Stuttgart, Rom, Straßburg und München gezeigt. 1980 wurde ihm der Kulturförderpreis der Stadt Regensburg durch Oberbürgermeister Friedrich Viehbacher verliehen und aus diesem Anlass eine Ausstellung im Museum der Stadt Regensburg/Galerie des 20. Jahrhunderts ausgerichtet. Hierzu erschien die Künstlermonographie „Spiegel des Werdens“ mit einer Einführung von L. Fischer, Los Angeles. 1988 bildete er sich mit einem Studium an der Hochschule der bildenden Künste, Berlin (Kulturpädagogische Arbeitsstelle des Fachbereichs II) fort. In den 1990er Jahren begann er seine kunstpädagogische Arbeit mit Schülern mehrerer Regensburger Schulen.
1990 folgte er der Einladung zu zwei Studienaufenthalten nach Počitelj in Bosnien-Herzegowina. Es entstand der Gemäldezyklus „West-östlicher Diwan“, eine Hommage an Johann Wolfgang von Goethe, als Ausdruck der Kulturbegegnung. 1991 begann die Zusammenarbeit mit dem Geisteswissenschaftler und Augenarzt Nadim Sradj. Gemeinsam entwickelten sie eine Wahrnehmungstheorie, welche die Grundlage für die axiomatische Theorie und ihre Anwendung in der Kunst bildet. Hier werden die verschiedenen Wahrnehmungen ein und desselben Gegenstandes durch verschiedene Kulturen thematisiert, die z. B. auch Ursachen von Konflikten sein können. Zu den Erkenntnissen wurden auch mehrere Ausstellungen und Buchvorstellungen in Regensburg, Paris, Aleppo (Syrien) organisiert. Höhepunkt dieser Projektarbeit war der Vortrag der Theorieergebnisse durch Sradj bei den Vereinten Nationen in New York am 12. April 2007.
1992 hatte er einen Studienaufenthalt in Helsinki auf Einladung der finnischen Kulturbehörden und der Kunststation Kleinsassen. 1992 stellte sich Manfred Dinnes, zusammen mit der Künstlerin Johanna Obermüller und dem Bundesverband Bildender Künstlerinnen und Künstler schützend vor den Künstler Erwin Eisch gegen rechtsradikale Angriffe. Er bezog als Künstler auch bei anderen Gelegenheiten Position gegen rechtsradikale Tendenzen. Ende 1992 schickte er seinen Gemäldezyklus „West-östlicher Diwan“ auf dem ukrainischen Schiff MS Moldavia donauabwärts auf die Reise, um mit Kunst nach der Grenzöffnung 1989 auf der europäischen Wasserstraße als alter Kulturverkehrsader eine Verständigung zwischen den Völkern der Anrainerstaaten zu fördern.
1993 richtete er im Auftrag des Berufsverbandes Bildender Künstler in Regensburg die Ausstellung „60 Jahre nach der Machtübernahme durch die Nationalsozialisten“ aus. 1994 entschloss sich Dinnes zur praktischen Hilfe für die kriegsbetroffenen Gebiete in Bosnien-Herzegowina. Er wurde zum Mitbegründer und Vorstandsmitglied der Gesellschaft „Brücken – für Humanität, Kultur, Toleranz und Dialog e. V.“ In Zusammenarbeit mit dem in dieser Zeit eingesetzten EU-Administrator vor Mostar organisierte er zahlreiche Hilfstransporte, die neben Lebensmittelspenden den Aufbau eines Notkrankenhauses, die Sicherung zahnärztlicher Versorgung und die Einrichtung eines Containerkindergartens ermöglichten. Als freier Mitarbeiter der Mittelbayerischen Zeitung lieferte er zahlreiche Berichte aus dem Krisengebiet. Er veröffentlichte zwei Bücher zum Thema: 1995 im MZ-Buchverlag „Sarajewo – ein bosnisches Tagebuch“ und 1998 „Hommage an Mostar“, in dem auch die künstlerische Verarbeitung der Problematik dokumentiert wurde.
1997 wurde er zum Professor für interkulturelle Zusammenarbeit an der Dzemal Bijedic Universität Mostar und zum Professor für Freie Malerei und Glasgestaltung an der Kunstakademie Sarajewo ernannt. Zugleich erhielt er den Auftrag zum Aufbau eines Kultur- und Künstlerhauses auf dem Campus der Universität Mostar. Bis 2002 übte er diese Professuren aus, pendelte von Regensburg immer wieder nach Sarajewo und Mostar, organisierte weitere Hilfstransporte und brachte als Mitbegründer und zeitweise Präsident des Deutsch-Bosnisch-Herzogovinischen Wirtschaftsklubs e. V. Projekte der wirtschaftlichen Zusammenarbeit auf den Weg. Gleichzeitig wurde er Redaktionsleiter der zweisprachigen Zeitschrift „Dialog“.
Ab 2002 konzentrierte er sich nach seinem Engagement in Südost-Europa dem Aufbau seines 1999 gegründeten neuen Projekts „Atelier & Galerie St. Johann“ im Umland von Regensburg. 2005 wurde er als „Ambassador“ zur Organisation des World oriental Music Festival in Sarajevo eingeladen, um hier auf dem Gebiet der Musik zur Normalisierung der Verhältnisse beizutragen.
2005 nahm er an der Intercultural conference: Shaping Communities in Times of Crisis (Narratives of Land, Peoples and Identities) im International Center of Bethlehem in Palästina teil. Hier wurde er von Reverend Mitri Raheb, dem Leiter dieses Centers, der 2008 den Aachener Friedenspreis erhielt, als Berater eingeladen. Die Veranstalter suchten seine Erfahrungen und Einschätzungen im Konfliktgebiet Mostar für den Konfliktherd Palästina kennenzulernen und nutzbar zu machen. Raheb will auch mit dem Mittel der Kunst, etwa dem Aufbau einer Kunstakademie, Konflikte überwinden.
2006 war er Mitbegründer und Vorstandsmitglied der Kultur-Theaterkompanie „Regensburger Doana-Gsindl“, die sich dem Themen des Brauchtums (Raunachtstreiben) und historischer Szenen widmet. 2007 gehörte er zu den Mitbegründern der Gruppe „Visual – Kunst-Konzepte“. In der Folge schuf er Großskulpturen gemeinsam mit Armin Karl (technische Leitung). 2008 beteiligte sich Dinnes mit der Skulptur „Metamorphose 2008“ an der Entente Florale im Regensburger Herzogspark.
2009 führte er in Zusammenarbeit mit Wilhelm Kaltenstadler das Schauspiel „Haberfeldtreiben“ auf. Er organisierte im Rahmen des Kulturprogramms des Landkreises Regensburg „Kultur in Alten Mauern“ die „Kunst-Tage“ vom 15.–17. Mai 2009 in St. Johann. Im Herbst 2009 übernahm Dinnes die Redaktionsleitung des Kulturressort vom Europeonline-Magazine.
2010 und 2011 beteiligte er sich am Ausstellungszyklus „Die Goldene Straße – Rekonstruktion einer Kulturregion“. Im August 2010 veranstaltete er in seiner Galerie „Atelier & Galerie St. Johann“ die Ausstellung „Trivium auf Ab-Wegen“ mit Arbeiten von Karel Trinkewitz, Harald Bäumler und eigenen Werken, zu deren Vernissage eine Lesung von Wolf Euba stattfand.
Am 23. August 2012 nahm sich Manfred G. Dinnes das Leben; am 26. August 2012 folgte ihm seine Frau Karin in den Tod.

## Werke
Gemälde
Dinnes war ein Künstler, der aus der Erfahrung des Kulturaustausches lebt und arbeitet. Zu seiner Identität gehörte es, Inspirationen aus der Heimat und aus der Ferne zu beziehen. Deshalb gehörten auch Reisen in verschiedenste Länder zu seiner Künstlerexistenz. Ergebnisse waren dann große Gemäldezyklen.
Glaskunst
Die in der Glasfachschule Zwiesel erworbene handwerkliche und technische Fähigkeit setzte Dinnes in die Lage, auch die Ausstattung von Kirchen zu übernehmen. In den 1980 und 1990er Jahren fertigte er eine Reihe von Glasskulpturen, z. B. auch die frei schwebende Glasskulptur in einem Foyer des Krankenhauses der Barmherzigen Brüder in Regensburg. Er beteiligte sich an Ausstellungen „Zeitgenössisches Glas“ in Chartres (1985/1987) oder Nîmes (1987). 1984 entsteht die Glasfenstergestaltung St. Benedikt in Regensburg-Oberisling.
Skulpturen
Seit der Gründung der Gruppe „Visual–Kunstkonzepte“ 2007 realisiert Dinnes auch große Skulpturen von 7 bis 8 Metern Höhe, wie z. B. die Stele „Metamorphose 2008“ oder „Schrei der Sonne–Kosmogonia 2008“. Die technischen Detailausführungen erarbeitet dabei sein Partner Armin Karl.
Theaterprojekte
Postum wurde 2013 das Schauspiel „Dante, Tod und Teufel“ zu Dantes „Göttlicher Komödie“ im Tucherschloss Nürnberg aufgeführt. Dinnes hatte vor seinem Freitod gemeinsam mit der Kulturmanagerin und Dramaturgin Susanne Größe und dem Choreografen Martin Gruber das Konzept entwickelt.
Theoretiker im Dialog
Im Jahre 1989 begegnete er dem Augenarzt Nadim Sradj. In der Folgezeit entwickelt sich ein Dialog, ein interdisziplinäres Spannungsfeld, das auf die Brechung konventioneller Wahrnehmungsgewohnheiten abzielt und eine neue Begrifflichkeit konstituiert. In der Folgezeit entsteht eine Reihe von Büchern und Schriften
- „Dynamik des Sehens“
- „Wahrnehmung und Falschnehmung von Raum und Zeit“
- „Operationale Ästhetik“
- „Politische Philosophie der operationalen Ästhetik zwischen Emotionalität und Rationalität“

Galerie Atelier & Galerie St. Johann
Über zehn Jahre hinweg leitete Dinnes die Galerie mit namhafter Künstlerpräsenz:
- Edel Rolinski (Malerei, Glasdruck)
- Werner Steinmassl (Kabarett)
- Susanne Harhausen (Theaterfigurinen)
- Alica Jakiovic (Maler aus Mostar)
- Reiner Thiele (Fotografie)
- Erwin Eisch (Glas und Malerei)
- Gräfin Menny Schwarz-Lerchenfeld (Malerei)
- Rudolf Pospieszczyk (1930–2003) (Malerei)
- Hans-Jürgen Bröckl (Malerei)
- Rudolf Flügel (Malerei)
- Tim Bremen (Keramik)
- Tom Neumeier (Fotoinstallationen)
- Werner Vikari (Form in Leder)
- Alois Geiwisch (Installationen)
- „Theatercompanie“ (Rauhnacht, Uraufführung sowie Haberfeldtreiben, Uraufführung)
- Benno Hurt (Literatur)
- Karel Trinkewitz (Collagen)
- Wolf Euba (Lesung)
- Harald Bäumler (Skulptur)

## Kunsterziehung an Schulen
Beschreitung neuer Wege als Künstler in der Vermittlung von Kunst an Schulen: Manfred Dinnes begnügte sich nicht damit, als Künstler selbst produktiv zu sein. Es war ihm ein großes Anliegen, moderne Kunst in der Arbeit mit Kindern und Jugendlichen begreifbar und nachvollziehbar zu machen.
- 1991: Schulprojekt an der Hans-Hermann-Schule in Regensburg: „Eine Spur nach irgendwo... – Höchste Zeit für ein Zeichen“.(Veröffentlichung: Pädagogische Welt, Nov. 1991)
- 1992 und 1993: Zwei Schulprojekte an der Grundschule Königswiesen in Regensburg: „Das sind ja Kunstwerke“ und „Der Regenwald beginnt vor unserer Haustür“, (Veröffentlichung: Westermann Grundschule, Juli 1992 und Oktober 1993)
- 1993: Schulprojekt an der Georg-Britting-Schule in Regensburg: „Miteinander – zueinander“ (Veröffentlichung: 15. Dezember 1993: Bericht der Journalistin Ines Miculinic in der Tageszeitung von Rijeka „NOVI LIST“ über den Besuch der Kinderkunstwerkstätte in Regensburg. Veröffentlichung: 12. November 1993 Bericht des Journalisten Marcus Baumann (Mittelbayerische Zeitung, Regensburg) über die Ausstellung in der Jüdischen Gemeinde Regensburg. Veröffentlichung: 11. November 1993: Bericht in der Mittelbayerischen Zeitung über das Ausstellungsprojekt „MITEINANDER – ZUEINANDER“, in der Jüdischen Gemeinde Regensburg. Veröffentlichung: 16. November 1993: Mittelbayerische Zeitung, Regensburg berichtet über den Besuch der Kinderwerkstätte Rijeka. Veröffentlichung: November 1993: Bericht der Journalistin Ines Miculinic in der Tageszeitung „NOVI LIST“, Rijeka, über die Zusammenarbeit an der Georg-Britting-Schule.  Veröffentlichung: 25. Oktober 1993: Bericht in der Mittelbayerischen Zeitung, Regensburg über das „MAIL-ART-PROJEKT“, an der Britting-Schule unter Leitung von Manfred G. Dinnes.  Veröffentlichung 3. Dezember 1993: Bericht in der Mittelbayerischen Zeitung, Regensburg über die Hilfsaktion  zugunsten von Waisenkindern in Rijeka zu Kriegszeiten. Veröffentlichung: 5. Februar 1994: Bericht des Chefredakteurs der Mittelbayerischen Zeitung, Regensburg, Kurt Hofner über das Engagement von Manfred G. Dinnes.)
- 1996: Jugendtreffen auf der Burg Podsreda im Kozjanski Park, Slowenien in Zusammenarbeit mit der Bayerisch-Slowenischen Gesellschaft unter dem Motto: „Wir bauen eine Brücke“ (Mi Gradimo Most). (Veröffentlichung: 24. September 1996. Im September 1996 erhält der Journalist Mario Kunzendorf den Auftrag Manfred G. Dinnes nach Bosnien zu begleiten und darüber eine mehrteilige Reportage zu schreiben. Einer dieser Besuche gilt der Burg Podsreda im Kozjanski-Park / Slowenien, wo Dinnes gerade eine Ausstellung eröffnet und der 1. Internationale Kindertreff ein Projekt verwirklicht).
- 2003: Schulprojekt der Grundschule Burgweinting in Regensburg: „Die Erfindung, ein Bild zu erfinden … um der Wirklichkeit näher zu sein“ (Veröffentlichung: Mittelbayerische Zeitung, Regensburg Oktober 2003, Margot Walter. Donau-Post, Regensburg Oktober 2003, Isabella Binder).
- 2007: Schulprojekt der Nardini-Realschule Mallersdorf: „Wir sind Kinder dieser Welt“, die richtige Art der Globalisierung: Über 600 Jugendliche aus drei Nationen arbeiten an Kunstprojekt. Manfred G. Dinnes entwickelt mit Schülern der Nardini-Realschule in Mallersdorf, dem Nardini-Convent in Südafrika sowie dem Ordenszentrum Odorhei in Rumänien ein Kunstprojekt für die Landesgartenschau in Waldkirchen. Im Rahmen der Gartenschau wird das grenzüberschreitende Schulprojekt „Himmelsstangen“ mit Unterstützung des Bayerischen Staatsministeriums für Unterricht und Kultus verwirklicht (Veröffentlichung: Passauer Neue Presse, 5. Juli 2007 – Straubinger Tagblatt, 5. Juli 2007).
- 2009: Schulprojekt „Die Eroberung Regensburgs durch Napoleon am 23. April 1809“ in der Von-der-Tann-Schule in Regensburg. (Veröffentlichung: Mittelbayerische Zeitung, Regensburg, 25. April 2009)
- 2009: Schulprojekt: „Schrei der Sonne“ mit der Grundschule Regensburg-Burgweinting. (Veröffentlichung: Mittelbayerische Zeitung, Regensburg, 14. Mai 2009 – Donau-Post, Regensburg, 1. April, 15. Mai, 20. Mai 2009)

## Aufsätze über Manfred G. Dinnes
- Ulrich Kelber, 1978, Redakteur (Kulturredaktion), Mittelbayerische Zeitung, Regensburg: „Zwiegespräche mit einer anderen Welt“,
- Der Maler Manfred G. Dinnes Veröffentlichung: In „Manfred G. Dinnes“, Babl-Verlag, Regensburg, 1979.
- Ludwig Max Fischer, 1980 Oregon: SPIEGEL DES WERDENS: DIE BILDER DES MALERS MANFRED G. DINNES (1980) Ludwig Fischer, University of California, Riverside. Veröffentlichung: Im gleichnamigen Buch, Verlag Das Werkstattbuch, Murnau in Zusammenarbeit mit dem Städtischen Museum, Regensburg ISBN 3-921773-03-2.
- Werner Timm, Regensburg 1992. 1980–1993 Direktor des Museums Ostdeutsche Galerie in Regensburg. Zum Werk des Regensburger Malers Manfred G. Dinnes. In: Regensburger Almanach, Mittelbayerische Druckerei und Verlagsgesellschaft, Regensburg ISBN 3-927529-20-6.
- Joachim Christian Horn, 1990: „Der Maler und sein Versprechen“ Veröffentlichung: „DINNES – Das Werk“, Isar-Post, Druck- und Verlagshaus GmbH, Landshut, 1990.
- Kurt Hofner, 1995 Chefredakteur der Mittelbayerischen Zeitung, Regensburg, Mai 1995 Die Kunst, die sich einmischt. Manfred Dinnes, der „West-Östliche Divan“ und der Krieg auf dem Balkan. Veröffentlichung: 1995, Mittelbayerisches Buch- und Verlagshaus, Regensburg: Manfred G. Dinnes: Sarajewo – ein bosnisches Tagebuch. ISBN 3-927529-01-X.
- Fuad Catovic, 1997: Dekan der Dzemal Bijedic Universität, Mostar Veröffentlichung: Manfred G. Dinnes – Fuad Catovic, „HOMMAGE AN MOSTAR“, SLOVO – Druckerei- und Verlagshaus, Mostar, 1997. ISBN 3-9806046-0-8.
- Hans Koschnick, Mostar 1997: EU-Administrator in Bosnien / Herzegovina Bremen, Veröffentlichung: In  Manfred G. Dinnes – Fuad Catovic, „HOMMAGE AN MOSTAR“, SLOVO – Druckerei- und Verlagshaus, Mostar, 1997. ISBN 3-9806046-0-8.
- Safet Orucevic 1997, Präsident des Bezirkes Mostar und der Stadt Mostar, Veröffentlichung: Manfred G. Dinnes – Fuad Catovic (Herausgeber), „HOMMAGE AN MOSTAR“, SLOVO – Druckerei- und Verlagshaus, Mostar, 1997,  Auf dem Weg vom Bösen zur Vernunft. ISBN 3-9806046-0-8.
- Christina M. K. Pfeifer, 1990: Veröffentlichung: „DINNES – Das Werk“, Isar-Post, Druck- und Verlagshaus GmbH, Landshut, 1990 „Begegnungen mit Dinnes“.
- Gerhard Leistner, 1992: Sammlungsleiter Gemälde/Skulptur, Kurator Kunstforum Ostdeutsche Galerie, Regensburg. Zum Werk des Malers Manfred G. Dinnes Veröffentlichung. Festvortrag anlässlich der Ausstellungseröffnung, Künstlerhaus – Kebbel-Villa, Schwandorf, April 1992.
- Wilhelm Kaltenstadler, 2009 „Haberfeldtreiben – a wenig a Gaudi deaf scho sei“, Vorwort zu dem Theaterstück von Manfred G. Dinnes anlässlich der Uraufführung zu den KUNST-TAGEN 2009 in St. Johann.
- Werner Mayer, Kunsthistoriker, 2009  Zum Werk des Regensburger Malers Manfred G. Dinnes
- Susanne Göße, 2012: „Ich male meine Antworten dem Leben entgegen“ – eine Hommage an Professor Manfred G. Dinnes (PDF; 27 kB)

## Ausstellungen mit Vorträgen
- New York: (Vortrag von Sradj bei den Vereinten Nationen in New York am 12. April 2007)
- Paris: (INVITATION À L´EXPOSITION: Paris: Centre Culturel Arabe, Syrien)
- London: (Exhibition: Kufa Gallery, London)
- Bonn-Bad Godesberg: (Ausstellung und Vortragsreihe)
- Istanbul: (Ausstellung und Vortragsreihe)
- Ajman (Arabische Emirate): (Ausstellung und Vortragsreihe)
- Aleppo (Syrien):  (Ausstellung und Vortragsreihe)
- 1991 erscheint ein Aufsatz im Deutschen Ärzteblatt – Ärztliche Mitteilungen, 88. Jahrgang/Heft 46, A: Seite 4042 / 14. November 1991
- 1992 werden Ergebnisse auf dem Strabologenkongress in Tunis gezeigt
- 2003 Zeitschrift Erfahrungsheilkunde: Veröffentlichung: Februar 2003 / EHK 1/2003, Seite 23–29, Grußworte: Gerhard Schmid, Vizepräsident a. D. des Europäischen Parlaments, Hans Zehetmair, Staatsminister a. D., S. E. Salem Quateen, Botschafter der Arabischen Liga, Berlin

## Einzelausstellungen (Auswahl)
- 1980: Museum des XX. Jahrhunderts, Regensburg
- 1981: Galerie C.C. Paul, München
- 1982: Galerie Kunstkabinett, Regensburg
- 1983: Galerie Tassilo, Nürnberg
- 1984: Kulturbahnhof Norf, Neuss
- 1985: Palais Stutterheim, Erlanger Kunstverein, Erlangen
- 1986: Gallery Mueller-Zilch, USA-San Francisco
- 1987: Galerie Ouroborus, Berlin
- 1988: Galerie Boissereé, Köln
- 1989: Galerie „Der Riss“, CH-St. Moritz
- 1990: Galerie Kunsthaus Pocitelj, YU-Pocitelj, Galerja „Novi Hram“, YU-Sarajewo, Kunststation Kleinsassen, Kleinsassen / Rhön
- 1991: Art-Exposition, International Art Gallery, B-Antwerpen, Gallery Tkany, USA-New York, Hipp-Kunsthalle, A-Gmunden am Traunsee, Galerie Derix, Taunusstein, Galerie Frankengasse, CH-Zürich
- 1992: Kulturamt Regensburg, DEZ-Galerie, Regensburg, Künstlerhaus Kebbl-Villa, Schwandorf / Fronberg, *Bischöfliches Ordinariat, Regensburg, Städtisches Kulturhaus, Ismail / Ukraine
- 1993: Ausstellungsschiff MS-Moldavia, ein ukrainisches Passagierschiff wird zur schwimmenden Galerie. Haltepunkte: Passau – Linz – Wien – Budapest, West – Ost Museum, Odessa / Ukraine, Staatliche Kunstgalerie, Kiew / Ukraine, Haus der Kunst, Cherson / Ukraine, Staatliches Museum, Nikolaew / Ukraine
- 1995: Kunst u. Gewerbeverein, Regensburg, Staatl. Zentralbibliothek, Weiden, Kunsthof Weichmann, Regensburg, Galerie BMW-Pavillon, München
- 1996: Galerie „Der Riss“, CH-Samedan, Kunst im Schloß, Burg Podsreda, Slowenien – Podsreda, Galerie Bosna, BiH-Mostar
- 1997: Kultursommer Dobrinj, HK-Dobrinj, Krk, Akademie der Bildenden Künste, BiH-Sarajewo, Bociansci-Zentrum, BiH-Mostar, Kunstkontor Westnerwacht, Regensburg
- 1998: Kamerni Theater, BiH-Sarajewo, Städtisches Museum Makarska, Kroatien, Kunstkontor „Westnerwacht“, Regensburg, Städt. Museum „Leerer Beutel“, Regensburg
- 1999: Kunstkontor Westnerwacht, Regensburg
- 2000: Galerie St. Johann bei Regensburg
- 2001: Dreifaltigkeitskirche, Haus der Begegnung, Ulm, Galerie St. Johann bei Regensburg
- 2002: Dreifaltigkeitskirche, Haus der Begegnung, Ulm, Galerie, „Nachtcafe“, München
- 2003: KUFA-GALLERY, London, SPD-Bundesparteitag, Bochum
- 2004: Congress: Arab-med., Istanbul, Galerie KA20, München, Atelier & Galerie St. Johann, Regensburg
- 2005: Al-Kahf Arts & Crafts Center, International Center of Bethlehem, Bethlehem / Palestine, Galerie KA 20, München
- 2006: CENTRE CULTUREL ARABE, SYRIEN, Paris (ESTHETIQUE OPERATIONNELLE – DE LA MALPERCEPTION A LA THEORIE DE L´ART), Nadim Sradj / Manfred G. Dinnes
- 2009: « Kunstraum  RISS » Samedan/Schweiz
- 2013: Retrospektive, Museum Tucherschloss und Hirsvogelsaal, Nürnberg

## Gruppenausstellungen (Auswahl)
- 1977 – 85: „KUNSTSALON“, Haus der Kunst, München
- 1980 – 82: „AQUARELL IN BAYERN“, Regensburg, Aschaffenburg, Bamberg, Würzburg, Philadelphia, New York, Washington
- 1983 – 85: EUROPA AN DER SCHWELLE", Thomas-Dehler Institut, Goethe-Institut: Regensburg, Berlin, Bremen, Frankfurt, Stuttgart
- 1984 – 88: Erlanger Kunstverein Schloss Pommersfelden, Kunst des 20. Jahrhunderts
- 1985 – 86: „VITRAIL CONTEMPORAINE“, Chartres, Nimes, Darmstadt
- 1989: „VITRAIL CONTEMPORAINE“, Chartres, Nimes, Metz
- 1992: „NEUE KONZEPTIONEN IN DER ARCHITEKTUR“, Mayer´sche Hofkunstanstalt, München, Künstlerhaus Helsinki
- 1994: „KUNST UND KIRCHE“, Diözesanmuseum Regensburg. Gastaussteller bei der Jahresausstellung Gruppe Kunst der Weltenburger Akademie, Kelheim
- 1995: „FRIEDEN“, St. Oswald Regensburg (Koordinator)
- 1997: „20 GODINE DZEMAL BIJEDIC UNIVERZITET“,  Mostar (Bosnien-Herzegowina)
- 1998: „SARAJEWSKA ZIMA ´98“, Sarajewo (Bosnien-Herzegowina)
- 2008: Die Stadt Regensburg bewirbt sich 2008 um einen der vorderen Plätze bei der „ENTENTE FORALE“, einem Bundeswettbewerb. Dinnes, mit der ARGE „VISUAL“, beteiligt sich bei einem Skulpturenpark. Regensburg erhält eine Silbermedaille

## Kunst im öffentlichen Raum
- 1978: Ausstattung der Landesgewerbeanstalt, Regensburg. Ankauf aus dem Zyklus „Die Kykladen“
- 1980: Glasfenstergestaltung in der Kirche St. Anna, Mähring / Tirschenreuth
- 1982: Ausstattung von 14 Hörsälen in der Universität, Regensburg inkl. Foyer mit Tafelbildern
- 1984: Glasfenstergestaltung und Fresco-Altarwand in der Kirche St. Benedikt, Regensburg / Oberisling
- 1985: Ankauf der Universität Passau, Glasfenstergestaltung im Sportzentrum Lappersdorf, Glasfenstergestaltung in der Aussegnungshalle Stamsried
- 1986: Glasfenstergestaltung der Kirche zur Hl. Familie, Amberg – Ankauf St. Marien-Krankenhaus, Amberg – Ankauf von Tafelbildern, Neubau Amtsgericht, Regensburg
- 1991: Ankauf von Gemälden, Neubau Deutsche Bank, Regensburg
- 1992: Glasfenstergestaltung und Keramikaußenfassade des Jugendzentrums St. Clara, Regensburg
- 1993: Ankauf für das neue Rathaus, Lappersdorf
- 1995: Glasskulptur im Außenbereich, Atrium des Krankenhauses der Barmherzigen Brüder, Regensburg
- 1996: Glasfenstergestaltung der Aussegnungshalle Lappersdorf/Hainsacker

## Bücher und Kataloge
- Manfred G. Dinnes. Babl-Verlag, Regensburg 1979
- Spiegel des Werdens. Die Bilder des Malers Manfred G. Dinnes. Das Werkstattbuch, Murnau 1980, ISBN 3-921773-03-2
- Dinnes. Kunstkabinett, Regensburg 1990.
- Manfred G. Dinnes: Sarajewo. Ein bosnisches Tagebuch. Mittelbayerische Druck- und Verlags Gesellschaft, Regensburg 1995, ISBN 3-927529-01-X
- Manfred G. Dinnes, Ćatović, Fuad: Hommage an Mostar. BT-gravure (u. a.), Regensburg 1997, ISBN 3-9806046-0-8
- Marion Sradj, Nadim Sradj, Manfred G. Dinnes: Dynamik des Sehens – Von der Wahrnehmungsanomalie bei Maculadegeneration zur Operationalen Ästhetik. SHG Macula-Degeneration, Regensburg 2004, ISBN 3-00-013811-0
- Manfred G. Dinnes: Regensburger Doana – Gsindl – Von Hexen, Perchten, Rauhnachtsgsindl. (Theaterinszenierung), Regensburger Doana – Gsindl, St. Johann 2006.
- Nadim Sradj, Manfred G. Dinnes: Operational Esthetics – from Malperception to Theory of Art. Macular Degeneration Association, Regensburg 2006
- Nadim Sradj, Manfred G. Dinnes: Political Philosophy – of Operational Esthetics between Emotionalism and Rationality. Veröffentlichung des Vortrages, gehalten am 12. April 2007 bei den Vereinten Nationen (UN) in New York
- Manfred G. Dinnes, Tom Neumeier: Regensburger Doanagsindl. - Pesthauch über der Stadt. (Theaterproduktion) Regensburger Doana – Gsindl, Regensburg 2007.
- Karel Trinkewitz, Harald Bäumler, Manfred G. Dinnes: Katalog zur Ausstellung Trivium auf Abwegen 20. September – 1. Oktober 2010, Atelier & Galerie St. Johann, Bohème – Bayerisch-Böhmischer Kulturverein in Amberg e. V., Amberg 2010.

## Filme, Reportagen, Audiovisuelle Projekte
- 1983: „GEDENKEN AN HIROSHIMA“, NBC – Filmreportage. Redaktion: Fritz Stegerer
- 1989: „CARNEVALE DI VENEZIA“, Multivisionsshow, Redaktion: Reiner Thiele
- 1991: „WEST – ÖSTLICHER DIVAN“, Filmproduktion, Redaktion: Christina Pfeifer
- 1992: „PORTRÄT EINES MALERS“, Fernsehproduktion, Redaktion: Doris v. Liebezeit
- 1992: „ARKADISCHE SPAZIERGÄNGE – WEGE ZU DINNES“, Redaktion. Reiner Thiele (Multivisionsshow)
- 2001: „DIE DONAU ZWISCHEN WALHALLA UND GÄUBODEN“, TV – Bilderbuch Deutschland, ARD, BR, Arte Redaktion: Gertraud Dinzinger
- 2005: TVA – „Unterwegs mit Hannes Ringlstetter“ – zu Besuch bei Dinnes in St. Johann, TV-Produktion, Redaktion: Hannes Ringlstetter
- 2006: Ein Film: „RAUHNACHT IN ST. JOHANN“, Uraufführung der Theaterinszenierung des Prozessionstheaters der Kultur und Theatercompanie Regensburg „REGENSBURGER DOANA – GSINDL“. Filmclub Regensburg. Kamera: Gerhard Pobel und Herbert Rupprecht.
- 2007: Ein Film: „PESTHAUCH ÜBER DER STADT“. Generalprobe des Prozessionstheaters der Kultur & Theatercompanie Regensburg zum Bürgerfest Regensburg 2007 unter der Regie des Autors Manfred G. Dinnes. Filmclub Regensburg, Rudolf Flügel. Kamera: Gerhard Pobel, Kurt Grasser und Gerhard Flügel
- 2007: Ein Film: „PESTHAUCH ÜBER DER STADT“. Uraufführung des Prozessionstheaters der Kultur & Theatercompanie Regensburg „REGENSBURGER DOANA – GSINDL“ zum Bürgerfest Regensburg 2007 unter der Regie des Autors Manfred G. Dinnes. Filmclub Regensburg, Rudolf Flügel, Gerhard Pobel